# Viticultura

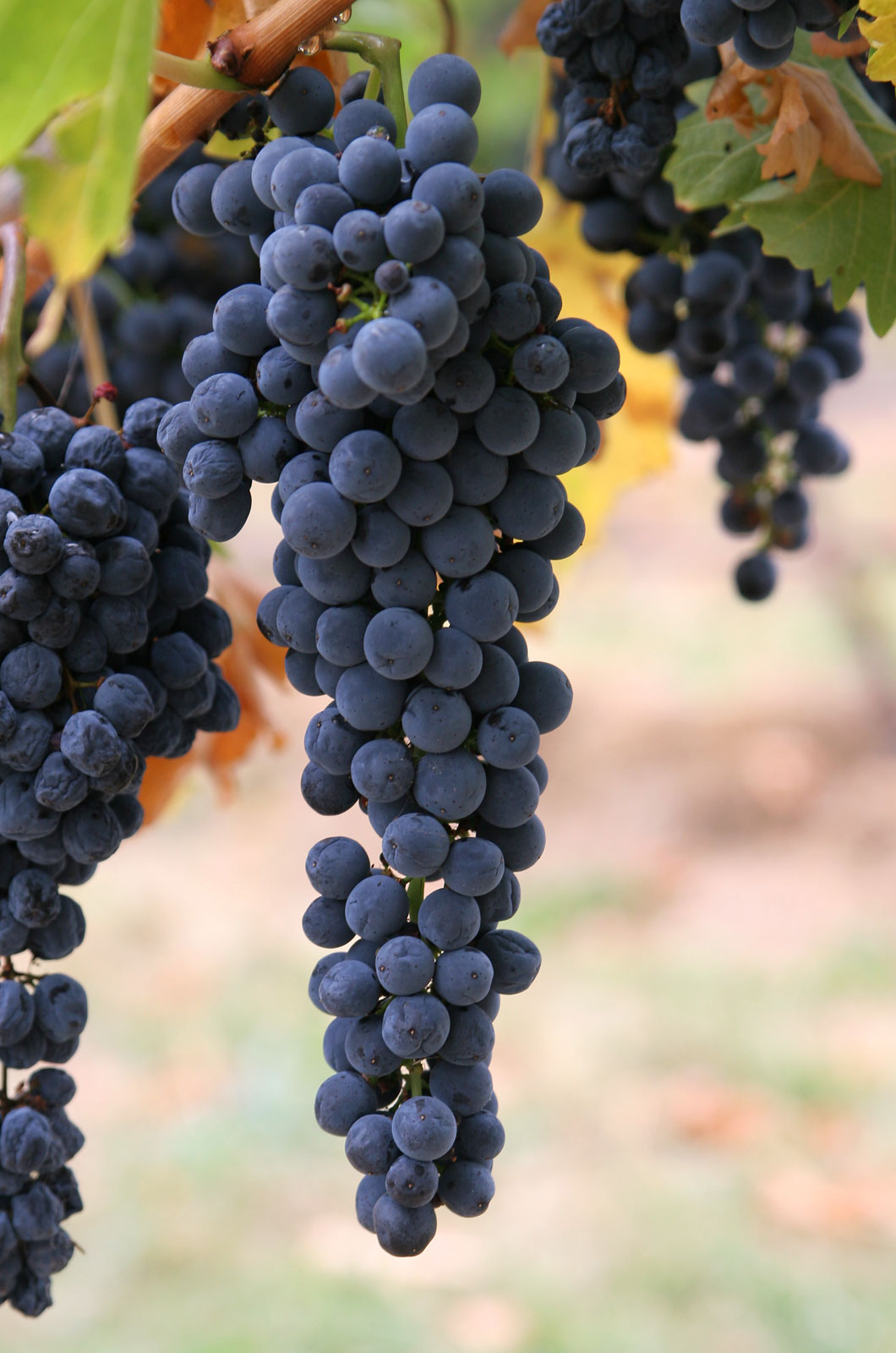
Uvas de vino

La viticultura, vinicultura o vitivinicultura (del latín vitis, «vid») es la ciencia del cultivo de la vid, para usar sus uvas en la producción de vino o de otros productos. Es una rama de la ciencia de la fruticultura. La persona dedicada al cultivo de la uva se llama viticultor.

## Proceso vitícola y manejo del cultivo

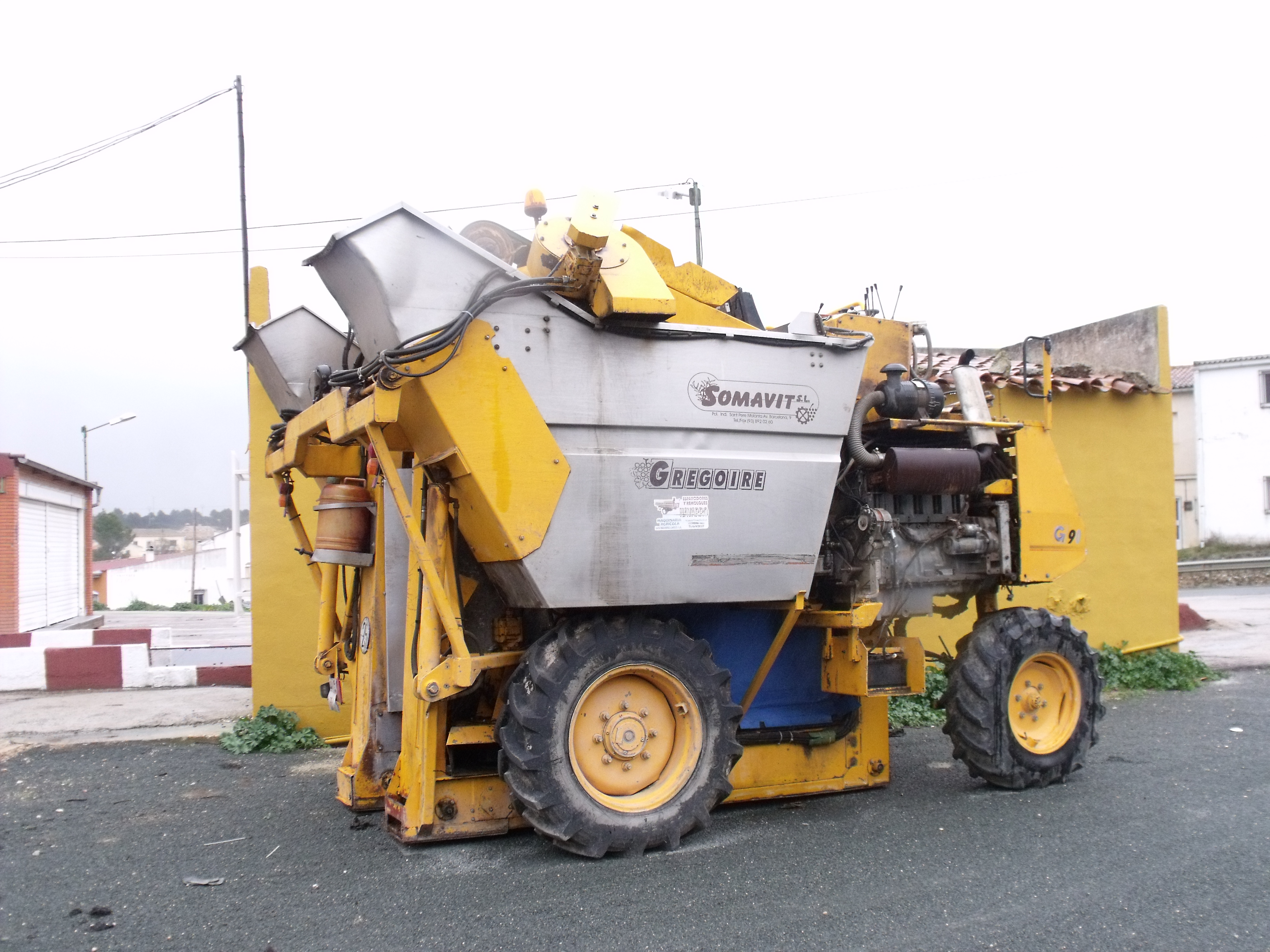
Máquina cosechadora de uva.

### Propagación de las vides
Las vides pueden ser propagadas por semillas, estacas, acodos o por injerto de púa o de yema. Las semillas se usan principalmente para la producción de nuevas variedades. En la escala comercial las más usadas son las estacas. En el caso de aquellos cultivares de difícil enraizamiento se usan acodos. 
- Por semilla: La semilla de vid germina sin dificultad. Con semilla de Vitis vinifera los mejores resultados se obtienen después de un periodo con estratificación húmeda a 4 o 5 °C por unas doce semanas antes de la siembra.
- Por estaca: La mayoría de las variedades de vid se inician fácilmente por estacas de madera dura. El material para estacas se debe recolectar durante el periodo de reposo. Se deben usar sarmientos bien desarrollados del año, por lo general de 0,82 a 1,2 cm de diámetro y de 30-40 cm de largo. Una estación de desarrollo en el vivero es suficiente para producir plantas de tamaño apropiado para trasplante de viñedos. En general no se usan sustancias promotoras del «enraizado».
- Por acodo: Se usa el acodo aéreo o el acodo simple, de trinchera o de montículo.
- Por injerto: El injerto de raíz  se usa con poca frecuencia ; las pilas se injertan, ya sea por el método de lengüeta en estacas desyemadas, las cuales pueden estar enraizadas o sin enraizar. Esto se hacen a fines de invierno o principios de primavera, de material previamente colectado en estado latente tanto de la púa como del patrón. En la vid, la presencia de aire en la unión del injerto es esencial para una cicatrización adecuada. Luego de realizado el injerto, estos se deben mantener por 3 o 4 semanas en arena mojada a una temperatura de alrededor de 24 °C. El injerto de púa o de yema sobre patrones se usa ocasionalmente para aumentar la vida de las cepas, el vigor de las plantas y los rendimientos.

Donde hay organismos del suelo perjudiciales como la filoxera y los nemátodos de las raíces, y se deben cultivar variedades de especies susceptibles como la Vitis vinifera, es necesario injertar de púa o de yema las variedades deseadas sobre un patrón resistente 
- - Injerto de madera verde: Es un procedimiento rápido y simple para propagar Vitis vinifera sobre patrones resistentes. Una púa de madera verde con una sola yema se injerta durante la estación de crecimiento activo sobre ramas nuevas que salen ya sea de una estaca enraizada del año o de una estaca a mediados de su primera estación de enraizamiento. Para realizarlo se usa un injerto de hendidura.
  - Injerto de yema: Es un buen método para establecer variedades de vid sobre patrones resistentes en otoño. Se realiza sobre estacas plantadas en el viñedo durante el invierno o en la primavera anterior. Una forma de injerto es el de astillas. Las yemas se injertan en el patrón cerca del nivel del suelo y se cubren con unos 10 a 25 cm de suelo bien pulverizado y húmedo. Cabe aclarar que en este caso el injerto en T no se usa debido a que la yema es muy grande.

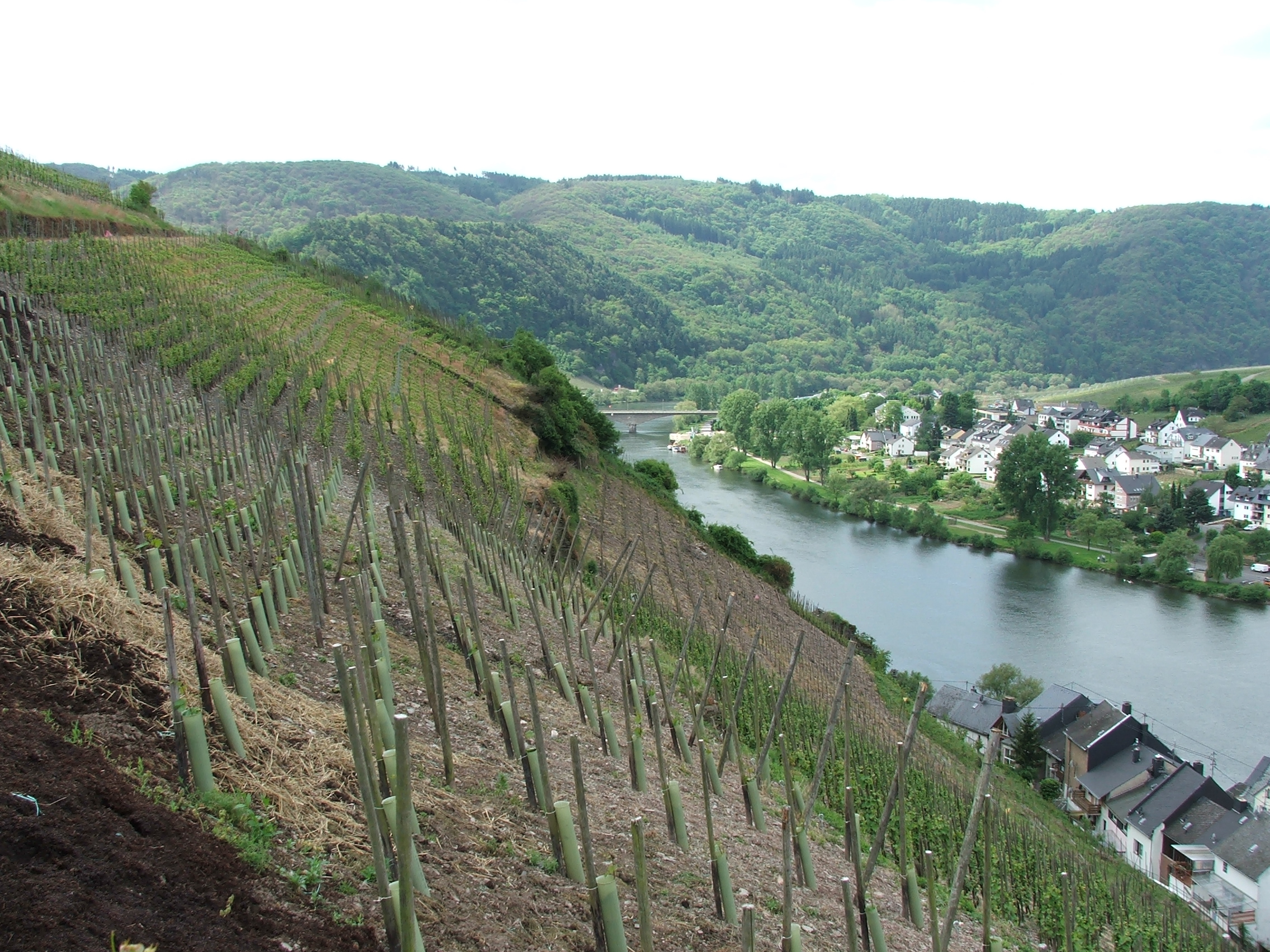
Viñas en el río Mosela, Alemania.

### Labores culturales del viñedo
Su propósito es facilitar la distribución del agua de riego, controlar malezas, etc. Las labores están en intima relación con los momentos de riego, por lo tanto con las épocas de mayor necesidad de humedad, como lo es el comienzo de vegetación de la planta.
Los riegos pueden hacerse por diferentes técnicas de regadío: surco o por inundación. El sistema de riego por surco necesita de distintos trabajos de arada: en otoño, es una labor profunda que aporca tierra al pie de la planta protegiendo así a esta de las heladas de los meses más fríos del año, y realizar callejones para la vendimia; a principios de primavera, la labor superficial es producir un surco cercano al pie de la planta y un bordo sobre el callejón permitiendo así el riego; a fines de primavera, la labor superficial que se da en el momento de la floración es aporcar tierra a las plantas y tapar el surco, el que ahora queda en el centro del callejón. En esta época del año, los riegos son más necesarios debido al crecimiento de los racimos; en los meses de verano, debido a las mayores exigencias de agua dadas por un aumento de la evapotranspiración, los surcos se realizan al pie de la planta. Paulatinamente se disminuye la cantidad de riegos para aumentar la cantidad de azúcares en los frutos. Entre fines de verano e inicios de otoño se realiza la cosecha, por lo que se suspenden todas las actividades culturales.

### Fertilización
Antes de la implantación, es necesario el conocimiento de los cultivos antecesores, ya que algunos tienen necesidades similares a la vid, tales como trébol, alfalfa o trigo. Los principales fertilizantes que se necesitan en el cultivo de las vides son:
- Ácido fosfórico: durante el periodo vegetativo, este cultivo tiene baja necesidad a este nutriente.
- Potasio: es un nutriente clave para la vid, afectando la calidad del producto por ser el responsable del enriquecimiento en azúcares de las bayas. Al igual que el fósforo este nutriente debe ser aplicado en profundidad.
- Calcio y magnesio: el primero solo es utilizado para elevar el pH en suelos ácidos, mientras que el magnesio generalmente está en niveles suficientes en todos los suelos.

Si durante el período anterior se realizó un buen manejo de los nutrientes no será necesario ningún tipo de aporte en este momento, salvo de nutrientes como nitrógeno. Mientras que en aquellos suelos pobres y no abonados durante la plantación será aconsejable la aplicación de NPK (nitrógeno, fósforo, potasio) en forma conjunta. 
En esta etapa, el comportamiento del viñedo y los análisis químicos tanto de cosecha como de suelo podrían estar orientando al vitivinicultor en la elección de los nutrientes a aplicar. Se podría decir que, sin llegar hasta las carencias, cuanto más disminuye el vigor de una cepa (sin una restricción hídrica excesiva), más rico es el vino, esto en la medida en que la disminución del vigor es imputable a la restricción de la alimentación nitrogenada.

### Sistemas de conducción
Normalmente existen dos tipos de sistemas conductores del crecimiento de la vid: el parral, de origen español, y el francés en las «contraespalderas».

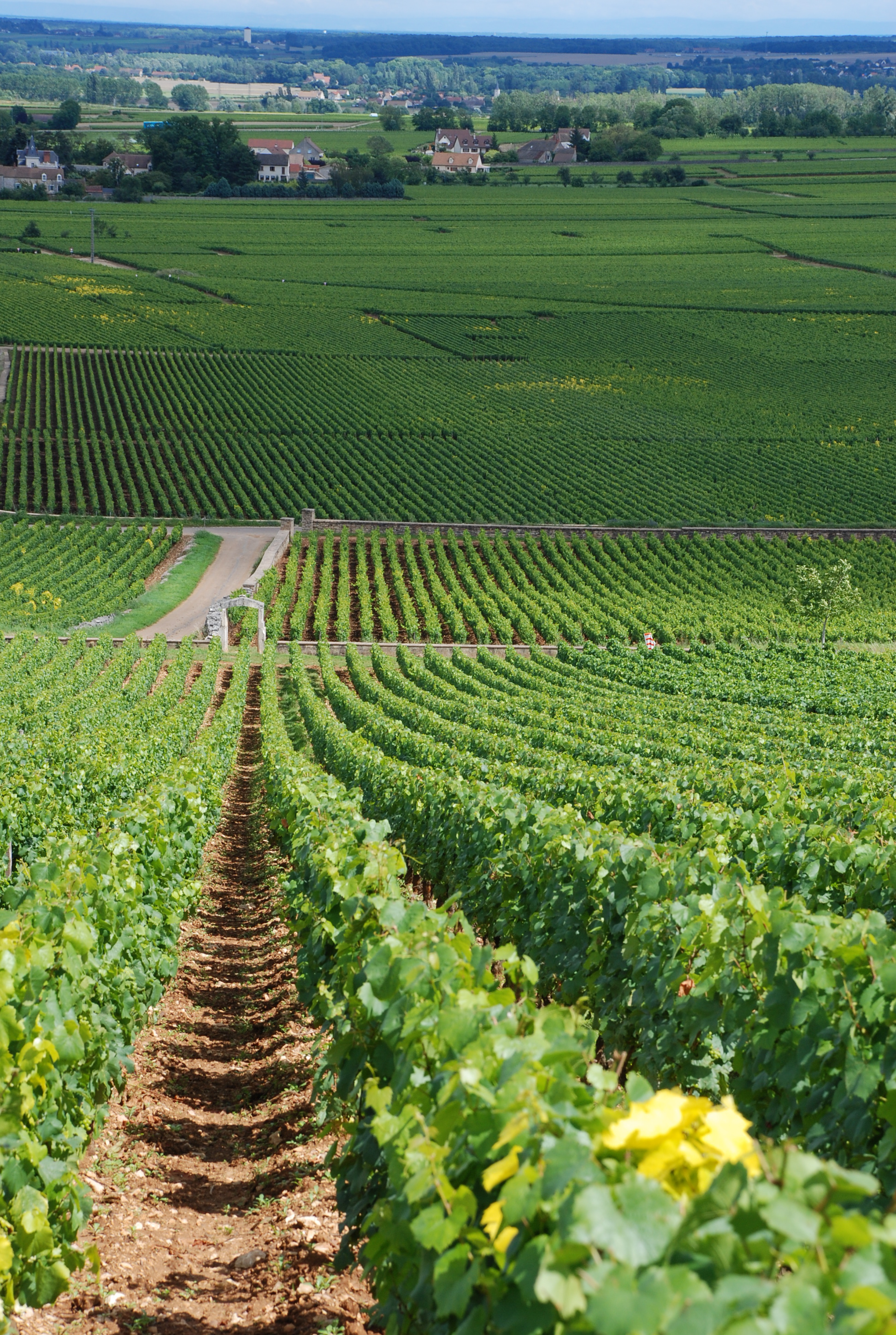
Viñedos de Montrachet en Borgoña, Francia.

- Parra: Por lo general, se construye el parral a una altura total cercana a los 2 m y con una distancia entre poste perimetrales y sus respectivos muertos de entre 0,75 a 2 m, dependiendo de la zona. Este sistema presenta deficiencias en la iluminación y ventilación del fruto, exposición a ataques de enfermedades y dificultad en las labores. En el terreno debe disponerse una avenida perimetral de 5 a 10 m de ancho; dentro de ésta se marcan luego las caras internas donde quedan demarcados los cuarteles del parral, Estas calles tendrán un mínimo de 4 m. El ancho de los cuarteles para asegurar un buen aprovechamiento del riego depende de la textura del suelo: no deberá superar los 80 cm en los suelos arenosos y podrá extenderse hasta 15 dm en los suelos arcillosos. En cuanto al largo de los cuarteles se estima que no debe sobrepasar 1 km sin que se atraviese una calle. La madera a emplear debe ser dura y resistente, ya que debe durar toda la vida útil del parral (cerca de 40 años).

- En la contraespaldera: En este caso y a diferencia del parral, primero se colocan las plantas y al año siguiente se hace el alambrado. Las distancia entre hileras y entre plantas está dada por el sistema de poda usado. En los extremos de cada contraespaldera van colocadas los cabeceros que tienen 2,5 m de largo y se entierran con una inclinación de 45 a 60 grados a 1,2 m, los sostenes interiores de la espaldera son los rodrigones que tienen 2,5 m de largo y que van enterrados verticalmente a 0,7 o 0,8 m. El primer rodrigón se coloca a 3,6 m del cabecero quedando en ese espacio tres plantas, las demás tienen una separación de 7,2 m conteniendo 6 plantas.

## Agentes adversos al cultivo de la vid

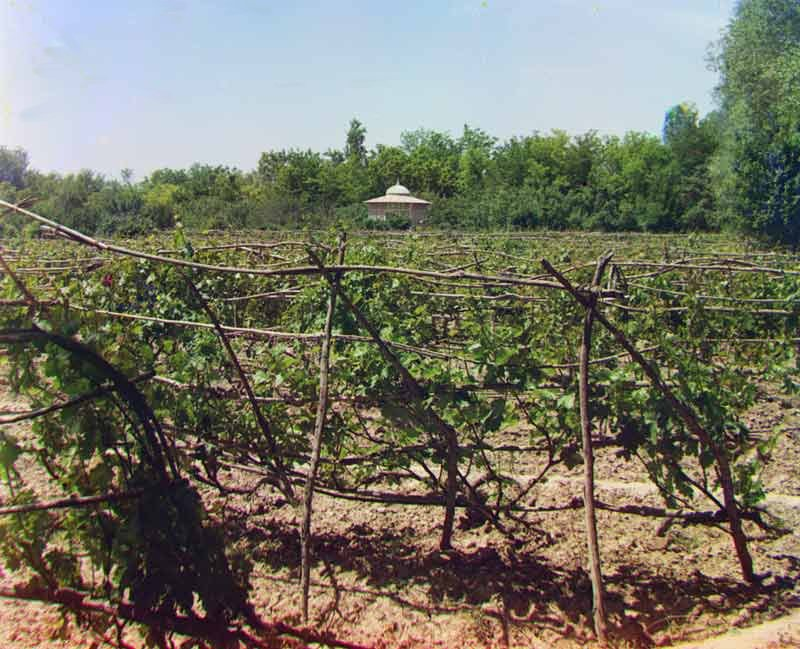
Parrales.

### Fenómenos meteorológicos
Los accidentes climáticos, heladas, granizos y el viento, pueden causar daños muy graves a la acción vitivinícola. En el caso de las heladas otoñales, si la temperatura baja a -2 o -3 °C, las hojas se desecan parcialmente, pero los racimos permanecen intactos. Cuando la temperatura disminuye más de -6 °C, no solo se produce el secado de las hojas sino que, en caso de que las uvas estén maduras se produce la pérdida de agua de éstas por alteración de las membranas, aumentando la concentración de azúcares, solamente sirviendo este para vinos licorosos. Si, por el contrario, las uvas están maduras en forma incompleta al momento de la helada, se produce un color tinte rojizo en estas alterándose el sabor de los vinos elaborados. Ante heladas de invierno, la resistencia de los cepajes a las bajas temperaturas (entre -15 a -20 grados Celsius) depende de distintos factores: las cepas, la etapa de crecimiento en que se encuentre la planta en el momento de producirse la helada, y las condiciones que acompañan a la helada: con o sin nieve. Los daños que se producen pueden situarse en brotes, sarmientos y tronco. Por último, las heladas de primavera son en general producidas por vientos polares que producen un descenso brusco de la temperatura. 
En el caso de los granizos, se puede afirmar que los sitios preferidos por estos fenómenos varían con el estado vegetativo de la planta y el tamaño del granizo. Los daños más comunes son rotura de hojas y caída de flores o pequeñas bayas. También en algunos casos pueden producirse heridas en sarmientos principalmente cuando las piedras son relativamente grandes. Como prevención pueden realizarse mallas antigranizo, siempre y cuando el costo de estas se vea justificado por la calidad de la cepa y la frecuencia de este fenómeno en la zona. Las heridas del sarmiento pueden tratarse con frecuencia para evitar la entrada de hongos.
Finalmente, la acción directa de los vientos produce rotura de ramas, despegamiento de sarmientos en la base y caídas de las hojas. Además, el viento contribuye a la diseminación de enfermedades y plagas. Para aquellos cultivos más sensibles, una forma de prevenir estos daños es disponer las espalderas en la misma dirección de los vientos predominantes. También se utilizan en la mayoría de los casos cortinas rompevientos.

### Métodos de lucha contra las heladas
Existen dos métodos para combatir las heladas, una es la prevención y otra la lucha activa. 
- Prevención
  - Elegir cepajes con desborre tardío para parcelas expuestas.
  - Podas tardías, lo que contribuirá a demorar el desborre.
  - No instalar viñas en hondonadas expuestas a heladas.

- Lucha activa
  - Reducir el enfriamiento del aire: se recalienta el aire directamente quemando combustible, para esto se emplean calentadores. Cabe aclarar que es conveniente emplear gran cantidad de estufas pequeñas y bien repartidas en la plantación antes que pocas estufas grandes ya que estas provocan la formación de una columna de aire caliente que se escapa hacia las capas altas de la atmósfera.
  - Mantener los órganos de la planta a una temperatura superior a la de los daños: se hace por medio de barreras de plástico o humo que homogeneizan las capas, minimizando la disminución de la temperatura a nivel de las plantas. También para limitar el enfriamiento del vegetal se realizan riegos por aspersión, lo que mantiene las hojas y yemas cubiertas de hielo, permaneciendo estas a 0 °C.

### Parásitos y enfermedades

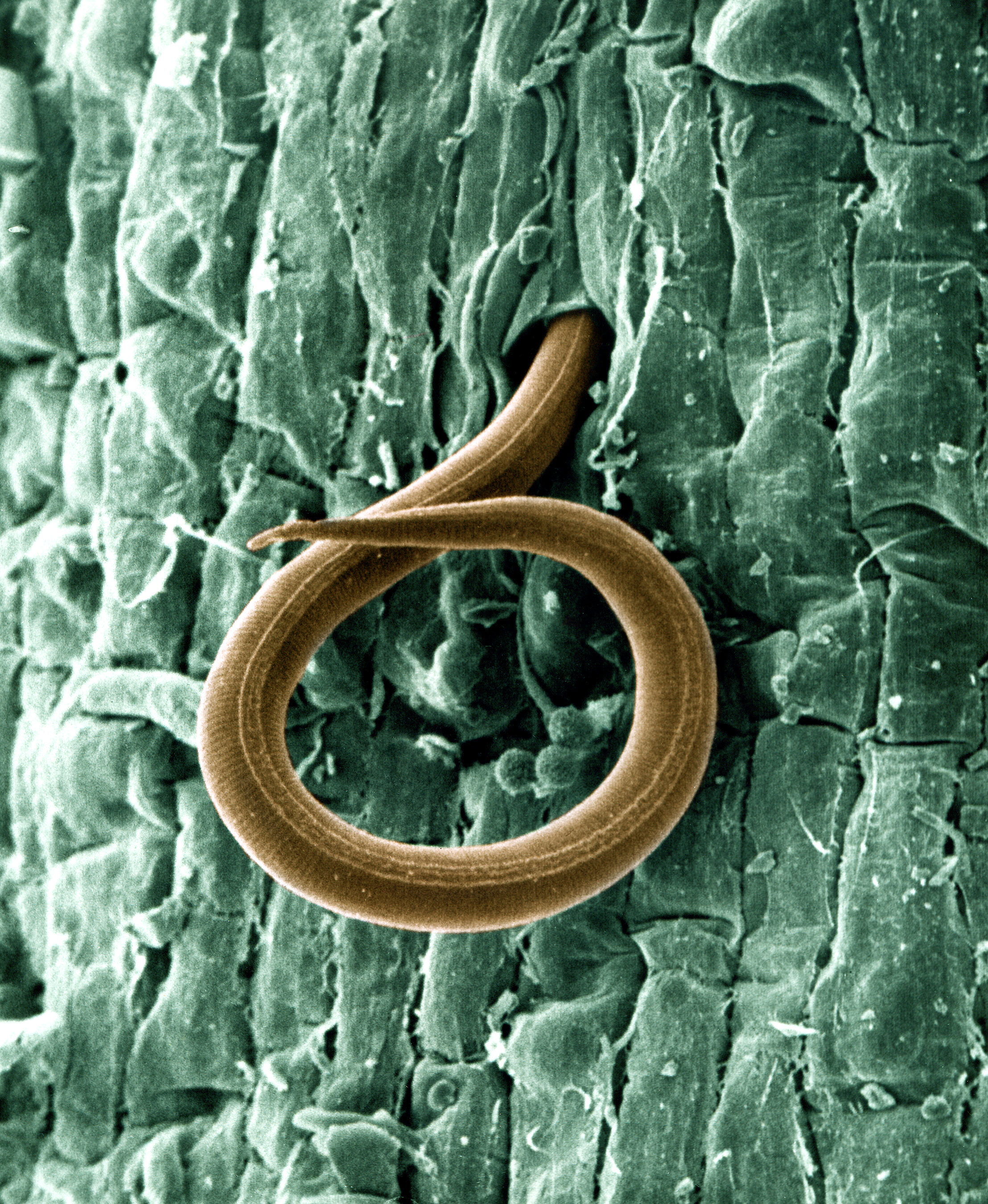
Nematoda, plaga que se enraíza en las vides.

Unos de los recurrentes problemas que amenazan la producción vitivinícola, es la presencia de la filoxera, un insecto que prospera en suelos arcillosos, duros y escasos de agua, provocando viñedos totalmente devastados. La presencia de este insecto se controla por dos vías: injertando sobre especies híbridas americanas resistentes a filoxera; o bien hibridando Vitis vinifera con especies americanas resistentes, tratando de obtener híbridos productores resistentes llamados productores directos. Hasta el momento lo más positivo es el injerto sobre híbridos americanos ya que ninguno de los productores directos usados ha brindado un producto de calidad. Además, la utilización de los productores directos existentes significa una disminución de la calidad de los vinos. 
Por otro lado, los hongos pueden anidar en los restos de viejas raíces y dar lugar a infecciones y daños en las estacas nuevas. En todos los viñedos están presentes también las virosis. El vehículo de transmisión de las virosis a las nuevas estacas lo constituyen las viejas raíces, que pueden permanecer en el terreno perfectamente vivas durante más de un año y una vez muertas dejan residuos dañinos durante bastantes años, especialmente los nemátodos (sobre todo Xiphynema index) que parasitan las raíces. Los nematodos por sí solos ya representan un hecho negativo, porque atacan el aparato radicular de las plantas cuando todavía son jóvenes y poco desarrolladas. Una buena práctica es la fumigación del terreno. Ésta es obligatoria para las instalaciones de material de propagación, sea la que sea la presencia de nematodos o virosis. Se usan fumigantes de tipo y fórmula diversa (dicloropropano-dicloropropeno o dibromometano), en forma líquida o granular. Algunos tienen solo acción nematicida, otros actúan también sobre las plantas, ante todo matando las viejas raíces de la vid y también como fungicidas. La eficacia nematicida de los tratamientos no es completa; un pequeño porcentaje de nematodos consigue escapar y se reproduce; no obstante, su número es muy reducido durante los primeros años de desarrollo de la vid. El coste elevado de estos tratamientos y el hecho de que obligan a retrasar la plantación en primavera, y a veces en otoño, hacen que estén poco difundidos.

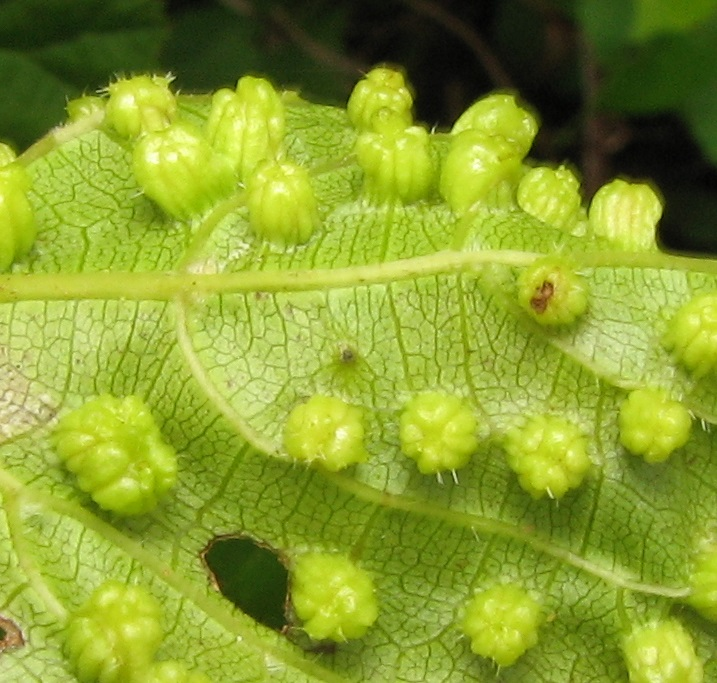
Agallas formadas por Daktulosphaira vitifoliae en hoja de vid silvestre

Algunos parásitos como el mildiu o peronospora, se dan infaliblemente. La rapidez de desarrollo de la infección depende de la temperatura, de la humedad y de la virulencia del hongo, los consorcios antimildiu fijan la fecha de los tratamientos con base en una recogida sistemática y a tiempo de estas informaciones. En el caso de la lucha contra la polilla, la recogida de datos consiste en el empleo de trampas de feromonas. Por el número de mariposas capturadas en las trampas se puede deducir el momento oportuno de la intervención, así como el grado de peligrosidad del parásito. En este caso el objetivo de la información no es solo fijar el momento de la intervención, sino también intervenir solamente en casos de necesidad. En efecto, son de temer los efectos colaterales o secundarios del tratamiento insecticida. Muchos insecticidas en realidad favorecen la multiplicación de ácaros o cicadélidos, ya sea por la desaparición de sus parásitos y depredadores, ya por la fitotoxicidad que determinaría en las plantas una composición de jugos celulares apta para el parásito (trofobiosis). Estos efectos colaterales son, en muchos casos, de suma importancia, aun en el caso de productos anticriptogámicos. Por ejemplo, la sustitución con productos orgánicos de síntesis de los tradicionales productos de cobre ha determinado una mayor incidencia de Botrytis cinerea. 
Las plagas y enfermedades que más incidencia tienen en la vid son: peronospora, oídio, Botrytis cinerea, araña roja, araña gallo, tortrix y cigarras. Algunos parásitos presentes en el campo, como el mildiu y el oídio, pueden deteriorar los racimos; el más peligroso es el moho gris (Botrytis cinerea), porque puede seguir desarrollándose después, incluso a temperaturas muy bajas, o infectar durante la conservación partidas inicialmente sanas. Los parásitos que pueden hacer su aparición durante el periodo de conservación son hongos del género Penicillium (mohos verdeazulados) o Alternaria, Cladosporium y otros (podredumbre negra). En el caso de la podredumbre gris es importante la lucha preventiva; partidas que hayan sido ya atacadas no pueden ser destinadas a una larga conservación. Durante el periodo de mantenimiento el método más eficaz y usado con mayor frecuencia es el anhídrido sulfuroso, suministrado por vía gaseosa o como metabisulfito de potasio.

## Evolución de la actividad vitivinícola nivel mundial

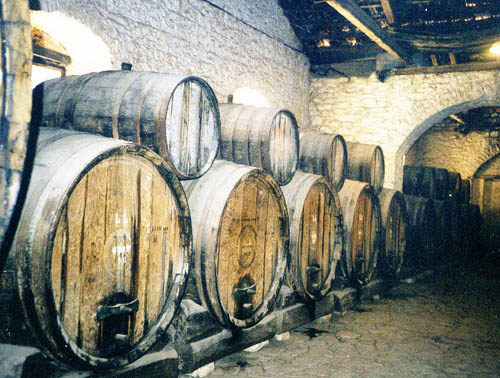
Barricas de vino.

Durante la década de 1970, la producción vitivinícola mundial fue en crecimiento (llegándose a cultivar 10 millones 200 mil hectáreas). A partir de los años 1980 se produce un retroceso de la superficie implantada debido al exceso de vino en el mercado mundial (aproximadamente de 300 millones de hectolitros, de los cuales 60 millones son excedente) y la consecuente erradicación de viñedos (-21 %), llegándose en 1999 a una superficie total de 8 millones 62 mil hectáreas. Los destinos de la producción mundial de uva son: 
- 57 % a la elaboración de vino,
- 31 % a consumo en fresco,
- 8 % a la elaboración de jugo concentrado
- 4 % a pasas de uva.

Los principales países productores mundiales de vino son: Italia, Francia, España, Estados Unidos, Argentina, Chile, Alemania, Australia, Sudáfrica, Uruguay y Portugal.
Los principales países importadores de vino son (en ese orden) Alemania, Reino Unido, Francia, Estados Unidos, Rusia, Países Bajos, Bélgica, Canadá, Suiza, Dinamarca, y actualmente, se está incorporando si bien es cierto no como grandes importadores de vino, sino que como fuertes consumidores de vino, China, Corea del Sur y Taiwán. Por ejemplo, en este último país no existe producción local de vinos de uva, sin embargo cabe mencionar que sí existe una amplia y prestigiada producción de vino de arroz con contenidos alcohólicos que varían entre 7 y 8 grados y que constituye la principal bebida en las comidas, seguido por la cerveza, producida localmente o importada.